# NorthTale
NorthTale je švédsko-americká powermetalová hudební skupina založená v roce 2018 kytaristou Billem Hudsonem. Ten původně oslovit zpěváka Christiana Erikssona, aby hostoval na jeho sólovém albu, po zpěvákově vyhození ze skupiny Twilight Force ovšem došlo na stálou spolupráci ve formě hudební skupiny. Kromě těchto dvou hudebníků ve skupině jsou baskytarista Mikael Planefeldt, klávesista Jimmy Pitts a bubeník Patrick Johannson. Během roku 2018 skupina nahrála své první EP, které původně plánovala vydat ještě ten samý rok. Nakonec se z chystaného EP vyklubala plnohodnotná deska Welcome to Paradise, jež by měla být vydána v létě roku 2019 pod společností Nuclear Blast.
Hudebně se členové skupiny inspirují tradičními powermetalovými či heavymetalovými skupinami jako jsou Helloween, Stratovarius či Judas Priest.

## Obsazení
- Christian Eriksson – zpěv
- Bill Hudson – kytara
- Mikael Planefeldt – basová kytara
- Jimmy Pitts – klávesy
- Patrick Johannson – bicí

## Diskografie
- Welcome to Paradise (2019)